# Трафе, Амин
Амин Трафе (англ. Amine Trafeh, род. 19 мая 1979, Эль-Аюн) — марокканский футболист, защитник и правый полузащитник.

## Биография
Амин Трафе родился 19 мая 1979 года в городе Эль-Аюн, контроль над которым оспаривают Марокко и САДР.
Играл в футбол на позициях защитника и правого полузащитника. В течение всей карьеры выступал в Марокко.
В 2004—2012 годах играл за «Эль-Массиру» из Эль-Аюна в высшем дивизионе чемпионата Марокко. В сезоне-2011/12, по итогам которого команда вылетела во второй дивизион, провёл 28 матчей, забил 3 мяча. Сезон-2012/13 провёл в составе «Эль-Массиры» во втором дивизионе.
В 2013 году перебрался в «Олимпик» из Марракеша, также выступавший во втором дивизионе. В его составе провёл четыре сезона, после чего в 2017 году завершил игровую карьеру.
В 2006 году был включён в состав сборной Марокко для участия в товарищеских матчах, однако не выходил на поле.